# ساموئل فرولر
ساموئل فرولر (سوئدی: Samuel Fröler؛ زادهٔ ۲۴ مارس ۱۹۵۷) یک بازیگر اهل سوئد است. وی از سال ۱۹۸۵ میلادی تاکنون مشغول فعالیت بوده‌است. 
از فیلم‌هایی که وی در آن نقش داشته است، می‌توان به بهترین نیات، خروج، گوشه‌ای از بهشت و اعترافات خصوصی اشاره کرد.